# Christoph Sauser
Christoph Sauser (Sigriswil, cantó de Berna, 13 d'abril de 1976) va ser un ciclista suís, que va competir en ciclisme de muntanya. Del seu palmarès destaca la medalla de bronze als Jocs Olímpics de Sydney del 2000 i els quatre campionats del món.

## Palmarès en ciclisme de muntanya
- 1998
  -  Campió d'Europa sub-23 en Camp a través
- 1999
  -  Campió de Suïssa en Camp a través
- 2000
  -  Medalla de bronze als Jocs Olímpics de Sydney en Camp a través
  -  Campió de Suïssa en Camp a través
- 2001
  -  Campió de Suïssa en Camp a través
- 2002
  -  Campió de Suïssa en Camp a través
- 2003
  -  Campió de Suïssa en Camp a través
- 2004
  - 1r a la Copa del món en Camp a través
- 2005
  - 1r a la Copa del món en Camp a través
- 2006
  -  Campió de Suïssa en Camp a través
  -  Campió de Suïssa en Marató
- 2007
  -  Campió del món en Marató
  -  Campió d'Europa en Marató
- 2008
  -  Campió del món en Camp a través
- 2011
  -  Campió del món en Marató
- 2012
  -  Campió de Suïssa en Marató
- 2013
  -  Campió del món en Marató
  -  Campió de Suïssa en Marató
- 2014
  -  Campió d'Europa en Marató